# Jack the Ripper – Der Dirnenmörder von London
Jack the Ripper – Der Dirnenmörder von London ist ein Horrorfilm des spanischen Filmemachers Jess Franco aus dem Jahr 1976, der lose auf dem gleichnamigen Kriminalfall aus dem viktorianischen England beruht.

## Handlung
Der Arzt Dr. Dennis Orloff führt ein heimliches Doppelleben. Während er sich tagsüber in seiner Praxis aufopfernd um seine vorwiegend bedürftigen Patienten kümmert, schleicht er nachts als von der Presse „Jack the Ripper“ genannter Dirnenmörder durch Londons Straßen.
Eines Abends wird wieder eine Prostituierte auf ihrem Heimweg von Orloff überfallen und ermordet. Der einzige Zeuge ist ein alter, blinder Mann, also verschont er ihn und schleppt die Leiche davon. In einem alten Gewächshaus zerstückelt er den Körper und wirft ihn in die Themse. 
Am nächsten Morgen fischt der Gelegenheitsarbeiter Charlie, einer von Orloffs Patienten, eine Frauenhand aus dem Fluss und bringt sie in der Hoffnung auf eine Belohnung zur Polizei. Kurz nach ihm trifft auch der blinde Mann ein, um seine Aussage zu machen. Er konnte zwar den Mörder nicht sehen, doch seine übrigen Sinne sind sehr fein ausgeprägt und so kann er dem zuständigen Inspektor Selby ein nahezu vollständiges Täterprofil vorlegen. Laut diesem handelt es sich bei dem Täter um eine gesellschaftlich höhergestellte Person mit feiner Kleidung, da er den Geruch des teuren Stoffes, aus dem der Mantel des Mörders besteht, erkannt hat. Außerdem könnte er Mediziner sein, da dem Unbekannten ein Geruch von Alkohol, wie man ihn zum Desinfizieren von Chirurgenbesteck benutzt, anhaftet. Unterdessen hat Cynthia, Inspektor Selbys Verlobte, einen eigenen Plan, um ihren zukünftigen Mann zu unterstützen. Als Prostituierte verkleidet, streift sie ebenfalls durch die Straßen, um den Ripper auf sich aufmerksam zu machen.
In der Zwischenzeit leidet Orloff unter schlimmen Alpträumen, die immer seinem Drang zu morden vorausgehen. Er träumt von seiner Mutter, die selbst eine Prostituierte war und ihn in seinen jungen Jahren sexuell nötigte. Dieses Trauma hat in ihm einen unbändigen Hass auf Frauen im Allgemeinen und auf Prostituierte im Besonderen ausgelöst. Auf seinem Streifzug durch Londons Vergnügungsviertel wird er von Charlie beobachtet, der sich an die Beschreibung des Blinden erinnert und nun eine Gelegenheit sieht, Orloff um Geld zu erpressen.
Sein Plan geht jedoch nicht auf, Orloff tötet ihn und versteckt die Leiche auf dem Dachboden, wo sie von Miss Higgins, der Vermieterin des Doktors, entdeckt wird.
Während die Polizei den Tatort untersucht und endlich den Zusammenhang zwischen Dr. Orloff und Jack the Ripper entdeckt, hat dieser in Cynthia bereits sein nächstes Opfer gefunden. 
Er nimmt sie mit in das alte Gewächshaus, wo er sie mit „Mutter“ anzureden beginnt und sie zu vergewaltigen versucht. In diesem Moment stürmt die Polizei den Ort des Geschehens und verhaftet Orloff, der sich widerstandslos ergibt, jedoch abstreitet, Jack the Ripper zu sein.

## Produktion
Mit Hilfe von Regisseur Jess Franco gelang es Produzent Erwin C. Dietrich erstmals, den zu dieser Zeit äußerst begehrten Klaus Kinski als Darsteller zu gewinnen. Der Film lief nicht schlecht, als er die internationalen Kinoleinwände erreichte. Als Video gab es ihn in zahlreichen legalen und illegalen Editionen. Die Edition der Ufa wurde am 18. Dezember 1982 indiziert.

## Kritiken
- Der Filmdienst urteilte: „Franco verläßt sich ganz auf den Londoner Nebel, in dem Dramaturgie und Spannung beinahe spurlos verschwinden. Dazu gibt es billigen Sex und übel chargierende Darsteller.“[2]

- Statement von Klaus Kinski zu Jack the Ripper: Ich entscheide mich für den Schweizer Film Jack The Ripper in Zürich. Ich drehe den Scheiß in acht Tagen herunter. Den Rest der Zeit spiele ich Tennis, auch im strömenden Regen, bis mir Hände und Füße bluten und ich vor Blasen nicht mehr gehen noch stehen kann.  – [Ich brauche Liebe 1991, S. 321–322]